# Chrysiptera chrysocephala
Chrysiptera chrysocephala är en fiskart som beskrevs av Manica, Pilcher och Oakley 2002. Chrysiptera chrysocephala ingår i släktet Chrysiptera och familjen Pomacentridae. Inga underarter finns listade i Catalogue of Life.